# Cornuterus nigropunctula
Cornuterus nigropunctula är en fjärilsart som beskrevs av Arnold Pagenstecher 1892. Cornuterus nigropunctula ingår i släktet Cornuterus och familjen Thyrididae. Inga underarter finns listade i Catalogue of Life.